# عنکبوت خانگی
عنکبوت خانگی (نام علمی: Zosis geniculata) نام یک گونه از تیره عنکبوت‌های سرندباف است.